# USS LST-374
O USS LST-374 foi um navio de guerra norte-americano da classe LST que operou durante a Segunda Guerra Mundial.